# Sing (アルバム)
『Sing』（シング）は、GRAPEVINEの9枚目のアルバムである。2008年6月18日にロッカールームより発売された。

## 概要
- 前作『From a smalltown』からおよそ1年3か月振りとなるアルバム。亀井によると、今回のアルバムではあまりリハーサルをせず、その場の空気感を活かす録り方をしているとのこと。
- 田中は「『Sing』で始まり、『Wants』で終わる」点をキーに挙げており、「ちょっとストーリー性も出たと思う」と語っている。

## 収録曲
- 編曲：GRAPEVINE＆長田進

1. Sing（作詞：田中和将／作曲：GRAPEVINE）
アルバムタイトルと同名の曲である。なお、タイトル・トラックは『Here』（2000年）以来。
2. CORE（作詞：田中和将／作曲：亀井亨）
23rdシングル（両A面）の1曲目。
日本テレビ系列『音燃え!』2008年5月度エンディングテーマ。
3. Glare（作詞：田中和将／作曲：亀井亨）
2009年頃までライブで披露される機会が多かった楽曲である。
『Best of GRAPEVINE 1997-2012』ファン投票6位（中間結果8位）。
4. ジュブナイル（作詞：田中和将／作曲：亀井亨）
22ndシングル。
5. Two（作詞：田中和将／作曲：亀井亨）
6. また始まるために（作詞：田中和将／作曲：GRAPEVINE）
22ndシングル「超える」のc/w（2曲目）。なお、c/wがオリジナルアルバムに収録されるのは「望みの彼方」（『Lifetime』収録）以来である。
7. 鏡（作詞／作曲：田中和将）
8. 女たち（作詞：田中和将／作曲：GRAPEVINE）
ビデオクリップ集『8CLIPS 2005-2008』にPVが収録されている。フルアルバムの曲でPVが作られたのは「ドリフト160(改)」以来6年振りである。
9. フラニーと同意（作詞：田中和将／作曲：亀井亨）
アルバム発売前に、「ナップスター♪タワレコ公式フル」にて着うたフルのライブver.が配信された。
10. スラップスティック（作詞／作曲：田中和将）
11. 超える（作詞：田中和将／作曲：GRAPEVINE）
21stシングル。
TBS『神さまぁ〜ず』2007年9･10月度エンディングテーマ。
12. Wants（作詞：田中和将／作曲：亀井亨）
23rdシングルの2曲目。
AT-Xのアニメ『無限の住人』エンディングテーマ。両A面シングルが両方とも収録されるのは、前作『From a smalltown』に引き続き。

## 演奏
- 田中和将：Vocal, Guitar, Chorus
- 西川弘剛：Guitar
- 亀井亨：Drums
- 金戸覚：Bass
- 高野勲：Keyboards